# Tanant
Tanant (en àrab تنانت, Tanānt; en amazic ⵜⴰⵏⴰⵏⵜ) és una comuna rural de la província d'Azilal, a la regió de Béni Mellal-Khénifra, al Marroc. Segons el cens de 2014 tenia una població total de 10.706 persones.